# Ширер, Уильям
Уильям Лоуренс Ши́рер (англ. William Lawrence Shirer; 23 февраля 1904, Чикаго — 28 декабря 1993, Бостон) — американский журналист, военный корреспондент и историк, чьи книги об истории Третьего рейха пользуются большой популярностью.
Лауреат национальной книжной премии за документальную прозу за книгу «Взлёт и падение Третьего рейха» (англ. The Rise and Fall of the Third Reich), которая также является самой цитируемой работой о Второй мировой войне в научных журналах и книгах мира (по данным Академии Гугл — более 3100 цитат на сентябрь 2021 года).

## Биография
В 1925 году, окончив колледж в США, Ширер отправился на лето в Европу. Посетил Англию, Францию и Бельгию и, собираясь возвращаться, получил предложение работать в Париже репортёром европейского издания американской газеты «Чикаго трибюн», спустя три года стал европейским её корреспондентом, а в 1931 году — шефом центральноевропейского бюро. Также бывал в командировках на Ближнем Востоке и в Индии, близко познакомился с Махатмой Ганди.
Поселившись в Вене в 1931 году, женился на Терезе Стибериц (Штиберитц) — фотографе из Австрии, которая родила ему двоих детей. Катаясь в Альпах на лыжах, лишился глаза. В 1932 году в связи с закрытием венского бюро «Tribune» он вместе с супругой, которая была оформлена его помощницей, остался без работы.
Они уехали в Испанию, где на сбережения год жили в рыбацкой деревне Льорет-де-Мар. «Деньги у нас кончились», — его первая за 1934 год дневниковая запись.
В январе 1934 года Ширер получил предложение работы от парижского издания «New York Herald». Затем перебрался в Берлин, где стал сотрудником телеграфного агентства «Universal News Service», принадлежавшего американскому медиамагнату Рандольфу Херсту. С банкротством последнего через три года агентство закрылось.
В 1937 году стал журналистом CBS. В 1934—1940 годах жил и работал в нацистской Германии, регулярно посещал выступления Гитлера и съезды НСДАП (нем. Reichsparteitag) в Нюрнберге, впоследствии отразив их в своих книгах. В 1940 году освещал нацистскую оккупацию Франции. В том же году вернулся в США в связи с усилившейся цензурой и помехами его работе, в следующем году опубликовал первую часть своего получившего известность «Берлинского дневника».
В конце Второй мировой войны стал одним из руководителей (наряду с Рексом Стаутом) «Общества за предотвращение третьей мировой войны», выступавшего за войну до безоговорочной капитуляции нацистской Германии. В 1945—1946 годах работал на Нюрнбергском процессе. В 1947 году уволился из CBS. Подвергался гонениям в ходе американской «охоты на ведьм», его имя попало в памфлет «Red Channels: The Report of Communist Influence in Radio and Television» (Красные каналы: Отчёт о влиянии коммунистов на телевидение и радио). После этого не мог заниматься журналистикой, поэтому сосредоточился на писательской деятельности, опубликовал ряд книг. Наиболее известными его произведениями являются «Взлёт и падение Третьего рейха: история нацистской Германии» и «Берлинский дневник».
Название книги «Взлёт и падение Третьего рейха» сходно с названием объёмного труда экс-президента КША Джефферсона Дэвиса «Взлёт и падение правительства Конфедерации». Одинаков и дизайн обоих изданий: чёрная обложка с гербом павшего государства посредине. Однако эти и другие похожие названия происходят от фундаментального исторического труда британского историка Эдварда Гиббона «История упадка и разрушения Римской империи» 1776 года.
В 1970 году развёлся и женился на преподавательнице русского языка Ирине Луговской.

## Исторические произведения
Ширер опубликовал целый ряд книг по истории Второй мировой войны и предшествующего ей периода, самой известной из которых стала «Взлёт и падение Третьего рейха», изданная в 1960 году, а впоследствии неоднократно переиздававшаяся и дописывавшаяся. В ней он широко использовал как захваченные документы нацистской Германии, так и свои собственные воспоминания. Ширер проводил предысторию нацизма «от Лютера до Гитлера», считая наиболее важной в исторической перспективе предпосылкой к нему Тридцатилетнюю войну.
Кроме этой книги, известность также получили «Берлинский дневник» (журналистский дневник за годы пребывания в нацистской Германии, изданный сразу после возвращения в США в 1941 году) и «Падение Третьей республики: расследование падения Франции в 1940».

## Список книг

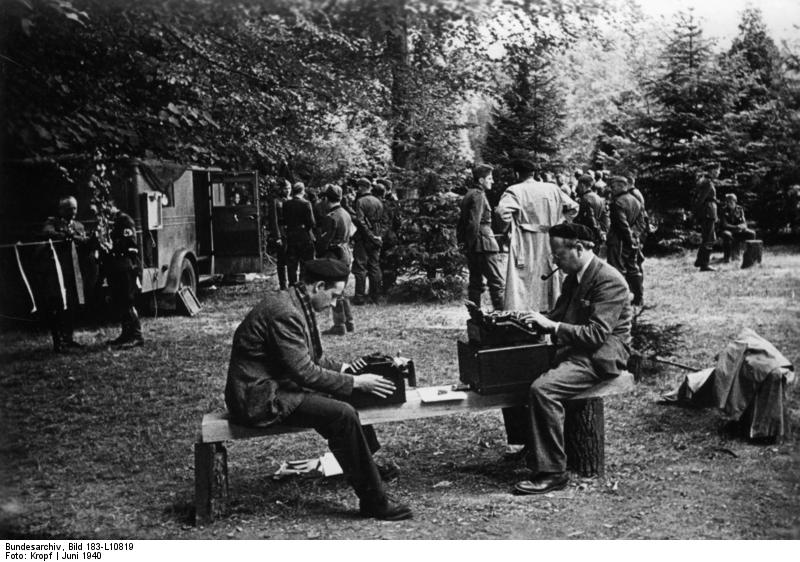
Ширер (справа) в качестве корреспондента во время капитуляции Франции в Компьене, июнь 1940 года

- 1941 — Berlin Diary: The Journal of a Foreign Correspondent, 1934—1941.
- 1947 — End of a Berlin Diary (1947)
- 1952 — Mid-century Journey (1952)
- 1955 — The Challenge of Scandinavia (1955)
- 1960 — The Rise and Fall of the Third Reich (1960) (русское издание: Уильям Ширер. Взлет и падение Третьего рейха. — М., 1991. — ISBN 5-203-00475-7.)
- 1961 — The Rise and Fall of Adolf Hitler (1961)
- 1962 — The Sinking of the Bismarck (1962)
- 1969 — The Collapse of the Third Republic (1969)
- 1976 — 20th Century Journey (1976)
- 1980 — Gandhi: A Memoir (1980)
- 1984 — The Nightmare Years (1984)
- 1990 — A Native’s Return (1990)
- 1994 — Love and Hatred: The Troubled Marriage of Leo and Sonya Tolstoy (1994)
- 1999 — This is Berlin (1999)

### Художественные произведения
- The Traitor (1950)
- Stranger Come Home (1954)
- The Consul’s Wife (1956)